# Олово(II)-нитрат
Олово-нитрат је неорганско хемијско једињење хемијске формуле Pb(NO3)2.

## Добијање
Настаје дејством азотне киселине на метал, оксид или карбонат.

## Физичко-хемијске особине
Ово је со коју чине бели, правилни октаедарски кристали који не садрже воду (анхидровани). При загревању се распада на оловну глеђ, азот-диоксид и кисеоник.

## Значај
Управо својство ове соли да се при загревању распада понекад се користи за добијање азот-диоксида: